# Selling The Aggression
Selling The Agression is het derde album van 'The Aurora Project', uitgebracht in 2013 door Freia Music.
De band begon met de opnames in het voorjaar van 2012 en brachten het album 8 februari 2013 uit. 
Het album beschrijft de veranderende samenleving van 1999, van de invoering van internet tot de vorming van de huidige wereldorde. 

## Track listing
1. "Dualistic Consciousness" − 5:21
2. "Turning Of The Tide" − 5:18
3. "Selling The Aggression" − 6:02
4. "The Oil Supremacy" − 6:55
5. "The Sense Of Reality" − 6:55
6. "Speeding Up Of Time" − 4:05
7. "Newtopia" − 9:10

## Band
- Dennis Binnekade - Zanger
- Remco van den Berg - Gitarist en achtergrondzang
- Marc Vooijs - Gitarist (overleden 20 september 2014)
- Rob Krijgsman - Bassist
- Marcel Guijt - Toetsenist
- Joris Bol - Drummer